# الدين في كولومبيا
الدين في كولومبيا هو تعبير عن التراث الثقافي المختلك في الثقافة الكولومبية بما في ذلك الاستعمار الاسباني، والهنود الأمريكيين الأصليين والأفارقة الكولومبيين، من بين تأثيرات أخرى. أفاد 35.9٪ من الكولومبيين بأنهم لم يمارسوا إيمانهم بنشاط. الكاثوليك 79% والبروتستانت 13% وآخرين 2% والإسلام 0.02% .

## معرض صور

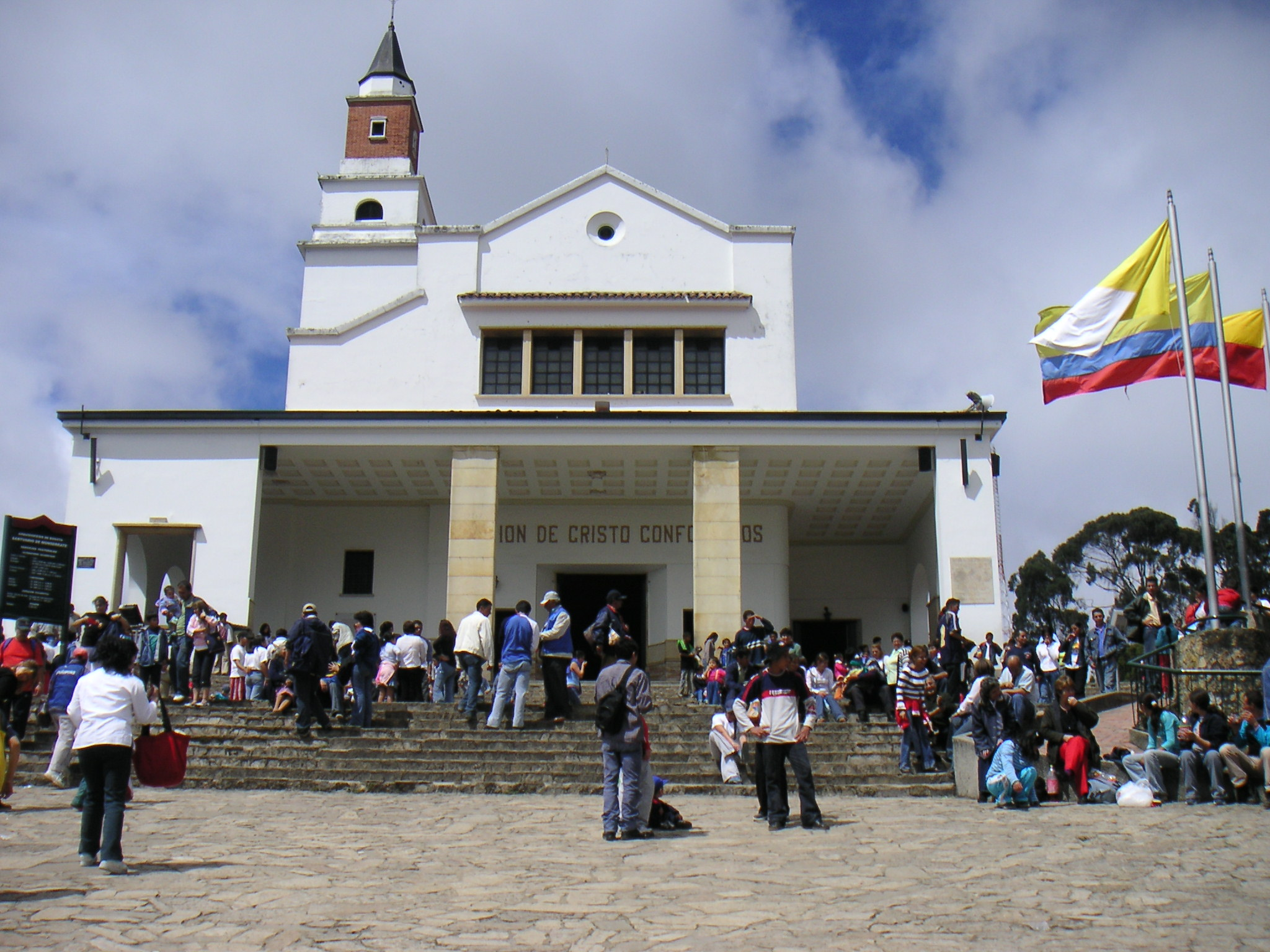
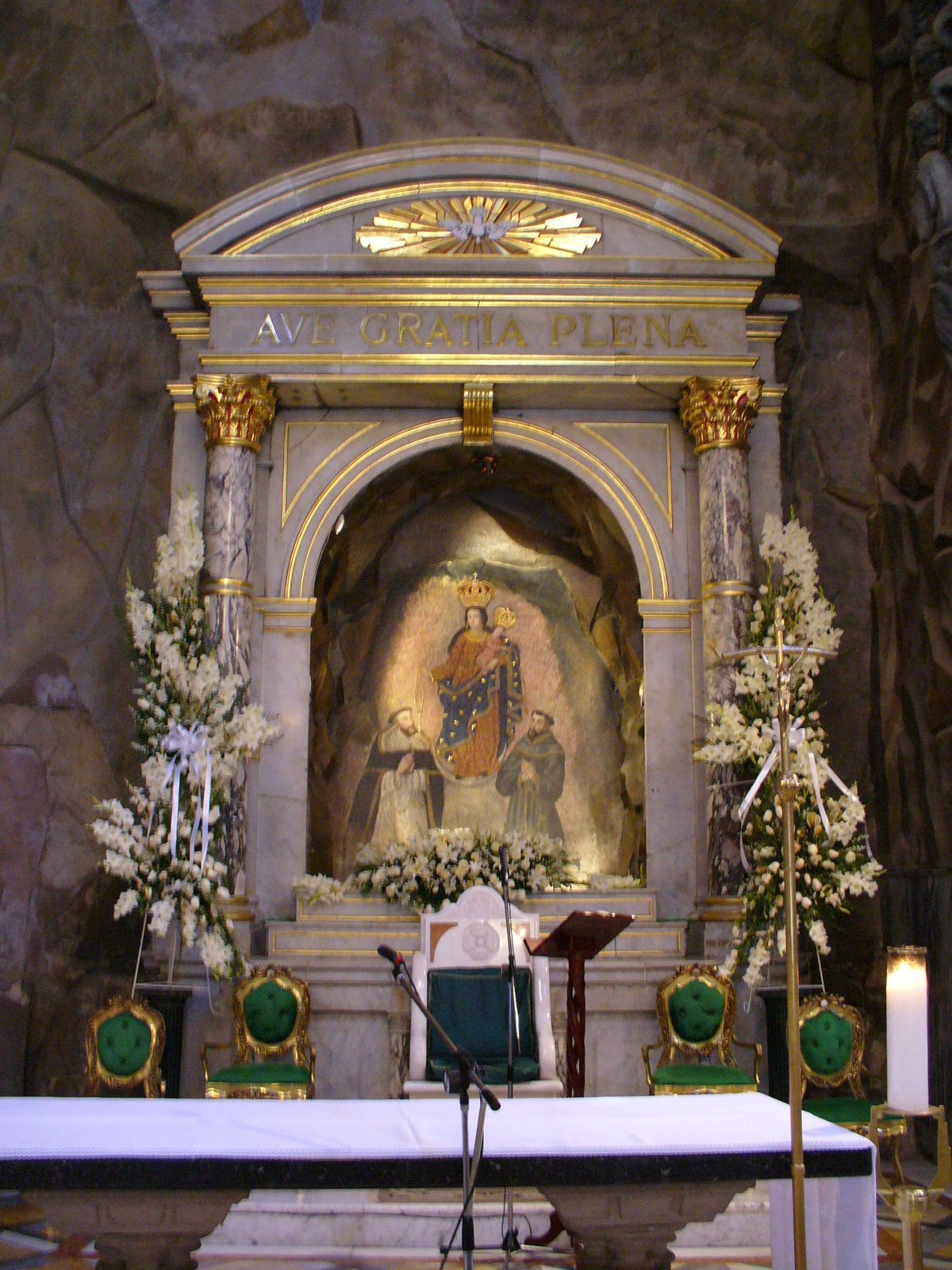
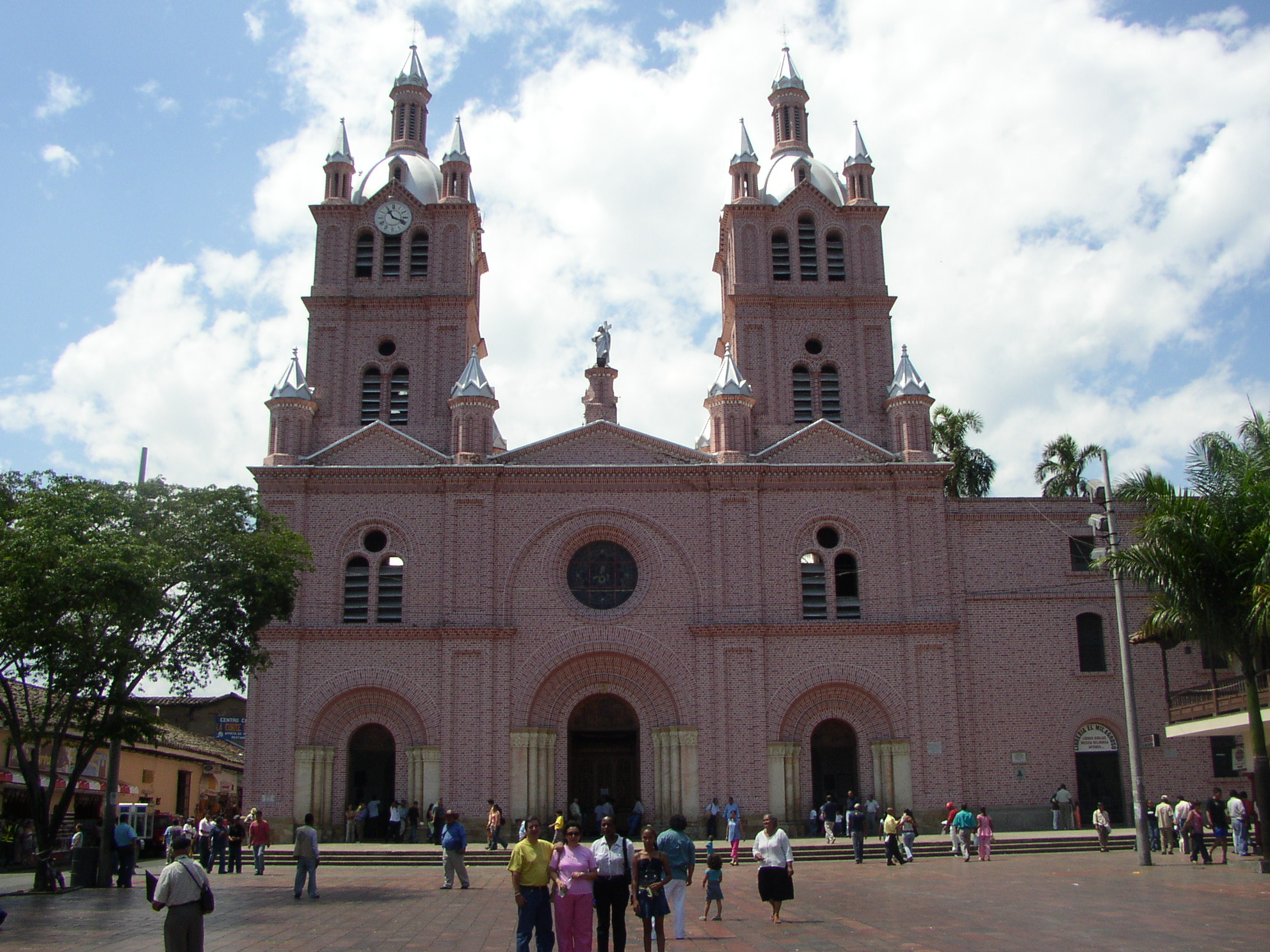
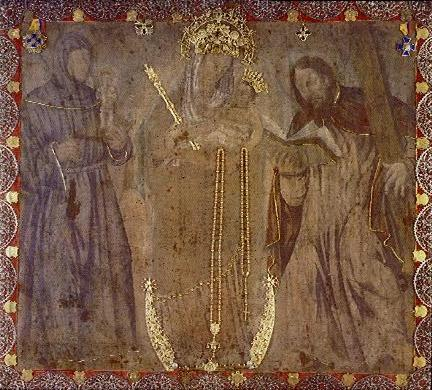